# Paraidemona fratercula
Paraidemona fratercula är en insektsart som beskrevs av Morgan Hebard 1918. Paraidemona fratercula ingår i släktet Paraidemona och familjen gräshoppor. Inga underarter finns listade i Catalogue of Life.